# Great Denham
Great Denham – wieś w Anglii, w hrabstwie ceremonialnym Bedfordshire, w dystrykcie (unitary authority) Bedford. Leży 4 km na zachód od centrum miasta Bedford i 75 km na północ od centrum Londynu.